# Baleka Mbete
Baleka Mbete (Transvaal, 24 de setembro de 1949) é uma política sul-africana, filiada ao Congresso Nacional Africano e Vice-presidente de seu país entre 2008 e 2009. Mbete também foi a Porta-voz da Assembleia Nacional entre 2004 e 2008. Desde 2007 é líder do CNA.

## Carreira
Baleka Mbete foi professora em Durban e durante o exílio, lecionou em Mbabane. Mbete também trabalhou para o Congresso Nacional Africano em várias outras cidades do continente africano, como Nairobi, Gaborone e Lusaka.
Ingressou na política como líder da Liga Feminina do CNA, cargo que exerceu de 1991 a 1993. Também foi Deputada da Assembleia Nacional de 1996 a 2004. 